# 블랙의 방정식
블랙의 방정식(Black's equation)은 전기전진에 의해 반도체가 평균적으로 고장에 이르게 하는 시간(the mean time to failure,MTTF)을 구하는 수학적인 방법이다.
방정식은 다음과 같이 표현된다.
평균고장시간 MTTF는
{\displaystyle MTTF=Aj^{-n}e^{\left({\frac {Q}{kT}}\right)}}
{\displaystyle A}는 상수

{\displaystyle j}는 전류밀도

{\displaystyle n} 은 방정식의 매개변수

{\displaystyle Q}는 활성화 에너지 (전자볼트 단위)

{\displaystyle k}는 볼츠만 상수

{\displaystyle T}는 절대온도 (켈빈 단위)

이 방정식 모델은 특정한 물리학적인 모델을 바탕으로 하지 않은 실험적으로 추론한 값이다. 하지만 이 방정식은 절대온도, 전기스트레스, 특정한 기술과 물질에 대해 평균고장시간(MTTF)를 잘 예측한다. 방정식의 A,n,Q값은 실험값을 통해 결정할 수 있다.